# Bilanciamento del carico
In informatica il bilanciamento del carico, in inglese load balancing, è una tecnica informatica utilizzata nell'ambito dei sistemi informatici che consiste nel distribuire il carico di elaborazione di uno specifico servizio, ad esempio la fornitura di un sito web (in questo caso prende il nome più specifico bilanciamento carico di rete), tra più server, aumentando in questo modo scalabilità e affidabilità dell'architettura nel suo complesso.

Altre soluzioni di bilanciamento del carico sono utili anche nella distribuzioni equilibrata di servizi da un server ai vari clienti, permettendo un'esperienza più equilibrata possibile tra i vari clienti.
Una funzione inversa è il bonding, dove la macchina in oggetto afferisce da due o più fonti differenti, che nel caso delle linee internet permette di sfruttare in contemporanea più linee e aumentare la banda di rete.

## Descrizione
Ad esempio, se arrivano 10 richieste per una pagina web su un cluster di 3 server, alle prime 3 risponderà il "primo" server, a 3 il "secondo" ed alle ultime 4 il "terzo".
La scalabilità deriva dal fatto che, nel caso sia necessario, si possono aggiungere nuovi server al cluster, mentre la maggiore affidabilità deriva dal fatto che la rottura di uno dei server non compromette la fornitura del servizio (fault tolerance) agli utenti; non a caso i sistemi di load balancing in genere integrano dei sistemi di monitoraggio che escludono automaticamente dal cluster i server non raggiungibili ed evitano in questo modo di far fallire una porzione delle richieste di servizio degli utenti. Viene da sé che affinché l'architettura sia in high availability (HA) anche il sistema di load balancing deve essere costituito da un cluster in HA.
Per ottenere il load balancing in genere si interviene o a livello applicazioni o di rete della pila ISO/OSI. Nel primo caso si ha una maggiore flessibilità, non sempre utile, ma nel secondo caso si riescono a gestire moli di traffico decisamente maggiori.
Esistono diverse soluzioni sia hardware che software. Nell'ambito del software libero una buona soluzione è Linux Virtual Server.
Il bilanciamento del carico è un concetto che deriva dal mondo elettrotecnico, nelle reti alimentate da più generatori in parallelo. Il caso più ricorrente è quello della rete elettrica nazionale, nella quale è necessario distribuire omogeneamente alle centrali di produzione la potenza richiesta dagli utenti. In tal caso il gestore della rete bilancia il carico richiesto dall'utenza tra le varie centrali che alimentano la rete.